# Ilka Agricola
Ilka Agricola (8 de agosto de 1973 (51 años), La Haya) es una matemática germana, que trata con la geometría diferencial y sus aplicaciones en física matemática. Es la decana de la Facultad de Matemática e Informática en la Universidad de Marburgo, donde también es la responsable de hacer pública, la colección de modelos matemáticos de la universidad.

## Biografía
De 1991 a 1996, Agricola estudió física en la Universidad Técnica de Múnich y en la Universidad de Múnich. Después de una estadía como becaria graduada huésped en la Universidad Rutgers de Nueva Jersey (EE. UU.) beca que duró hasta finales de 1997; y ella fue a la Humboldt-Universität zu Berlin, donde en 2000, defendió y obtuvo un doctorado en matemática bajo la supervisión del Prof. Thomas Friedrich.
De 2003 a 2008, dirigió uno de los grupos de investigación financiados por la Fundación Volkswagen, en la Universidad Humboldt de Berlín, en el campo de las geometrías especiales en física matemática. Y, desde 2004 a 2008, ha sido gestora de proyectos en el Programa prioritario de teoría de cuerdas en la Deutsche Forschungsgemeinschaft (Fundación Alemana de Investigación) y el Centro de Investigación Colaborativa 1080. En 2004, Agricola obtuvo la habilitación por la Universidad de Greifswald en matemática. Y, en 2008, fue nombrada profesora en la Universidad de Marburgo. Desde noviembre de 2014, es la Decana del Departamento de Matemática y Ciencias de la computación.
Agricola es una de las editoras de la revista académica de matemática Communications in Mathematics,  publicada por De Gruyter.
Editora en jefe de  Annals of Global Analysis and Geometry  y de Mathematische Semesterberichte.
- Miembro del Senado de Philipps-Universität Marburg ,Jefe de Vertrauensrat
- Presidenta de la DMV (Sociedad Matemática Alemana) para el período 2021-2022
- Directora científica de la Colección de Modelos Matemáticos.

## Premios y honores
- 2003, la Dra. Ilka Agricola recibió la "Medalla de Honor" de la Universidad Carolina en Praga.[8]

- 2016, fue galardonada con the Premio Ars legendi por la excelencia en la enseñanza universitaria de la  Asociación de donantes para la ciencia alemana y de la Conferencia de Rectores Alemanes, por la excelencia en la enseñanza de matemática.[9]

## Obra

### Algunas publicaciones

#### Libros
- Agricola, Ilka; Friedrich, Thomas (2002), Global analysis: Differential forms in analysis, geometry and physics, Graduate Studies in Mathematics 52, Providence, RI: American Mathematical Society, ISBN 0-8218-2951-3, doi:10.1090/gsm/052.. Tradujo en 2001, del original en alemán, Andreas Nestke.[10]

- Agricola, Ilka; Friedrich, Thomas (2008), Elementary geometry, Student Mathematical Library 43, Providence, RI: American Mathematical Society, ISBN 978-0-8218-4347-5, doi:10.1090/stml/043.. Tradujo en 2005, del original en alemán, Philip G. Spain.[11]

- Ilka Agricola, Thomas Friedrich (2010).  Springer-Verlag, ed. Vektoranalysis: Differentialformen in Analysis, Geometrie und Physik (en alemán). p. 313. ISBN 9783834810168.

#### Artículos
- Agricola, Ilka (2003), «Connections on naturally reductive spaces, their Dirac operator and homogeneous models in string theory», Communications in Mathematical Physics 232 (3): 535-563, MR 1952476, arXiv:math/0202094, doi:10.1007/s00220-002-0743-y..

- Agricola, Ilka; Goodman, Roe (2003), «The algebra of K-invariant vector fields on a symmetric space G/K», Michigan Mathematical Journal 51 (3): 607-630, MR 2021011, arXiv:math/0207161, doi:10.1307/mmj/1070919563..

- Agricola, Ilka; Friedrich, Thomas (2004), «On the holonomy of connections with skew-symmetric torsion», Mathematische Annalen 328 (4): 711-748, MR 2047649, arXiv:math/0305069, doi:10.1007/s00208-003-0507-9..

- Agricola, Ilka (2008), «Old and new on the exceptional group G2», Notices of the American Mathematical Society 55 (8): 922-929, MR 2441524..